# نشان ترتیب بایت
نشان ترتیب بایت (انگلیسی: Byte order mark) یک نویسهٔ یونی‌کد، U+FEFF  byte order mark (BOM) که به‌عنوان عددی جادویی اول یک پرونده متنی ظاهر می‌شود و برای برنامه‌ای که فایل متنی را مصرف می‌کند این موارد را مشخص می‌کند:
- ترتیب بایت یا اندیان پرونده متنی که متن در آن ذخیره شده چیست
- این حقیقت که پرونده یونی‌کد است، با اعتماد بیشتری
- به کدام یکی از کدگذاری‌های یونی‌کد پروندهٔ متنی ذخیره شده‌است.

BOM اختیاری است و اگر استفاده شود باید در ابتدای پرونده متنی بیاید.